# Hrvatski pisci iz BiH, Z
- Zalčanin, Blaž
- Zirdum, Blažanov Andrija
- Zirdum, Anto
- Zlomislić, Hinko
- Zovko, Ivan
- Zovko, Radoslav
- Zovko, Vesna
- Zrakić, Đuro
- Zubac- Ištuk, Ruža